# Ludvika stadshus

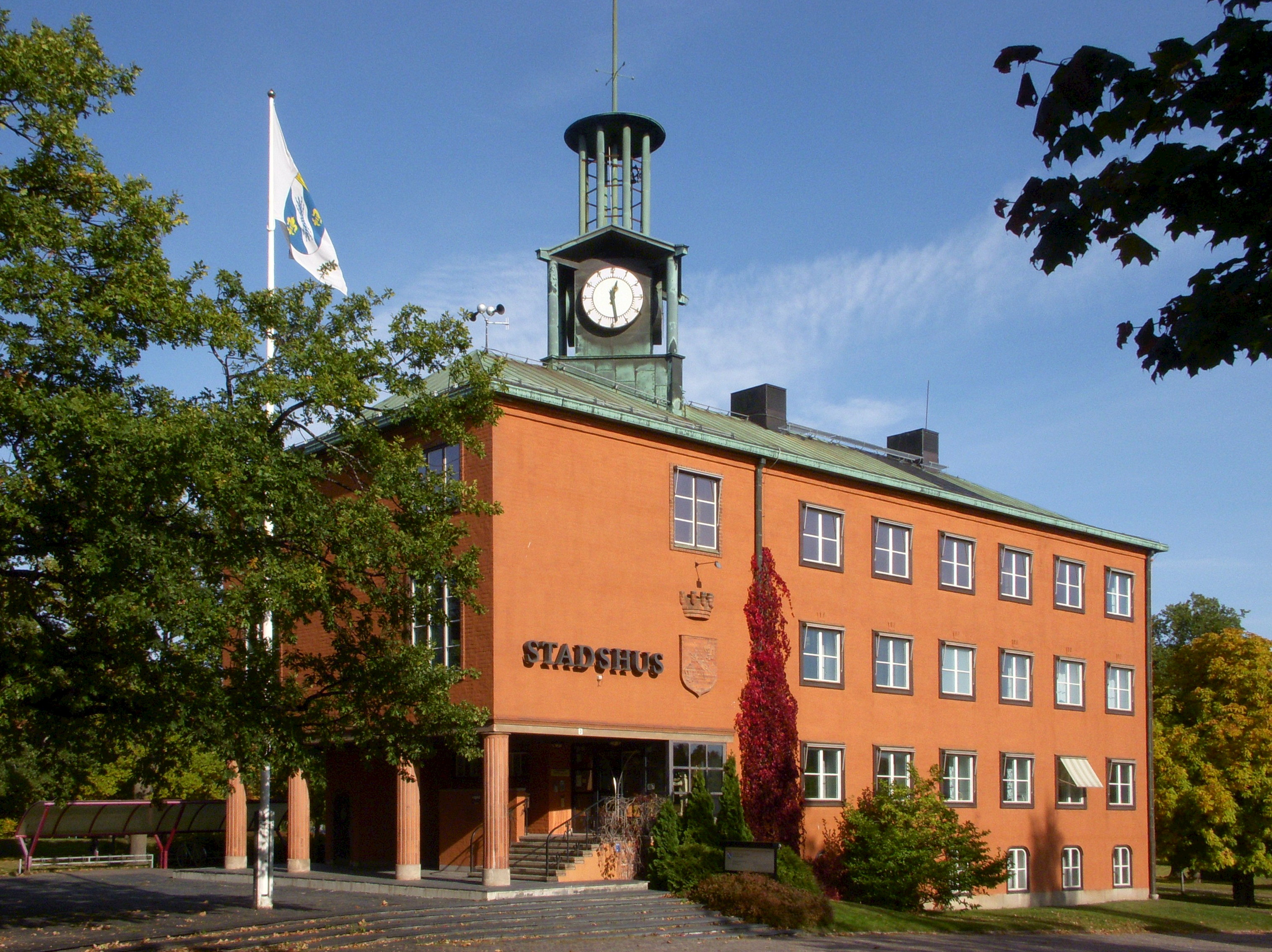
Ludvika stadshus i oktober 2013.

Ludvika stadshus är en byggnad beläget strax söder om Ludvika ström i hörnet av Gamla Bangatan och Dan Anderssons gata, mitt emot Ludvika Ulrica kyrka i centrala Ludvika. Byggnaden invigdes 1937 och ritades av den renommerade arkitekten Cyrillus Johansson från Stockholm.

## Historik
Cyrillus Johansson var Ludvikas stadsarkitekt åren 1931-1941, som sådan ritade han även några byggnader i staden, bland dem Ludvika stadshus (klart 1934), affärs- och bostadshus vid Storgatan 18 och Storgatan 30 (klart 1935 och 1936), Sagahuset vid Storgatan 39 (klart 1939) och Ludvika järnvägsstation (klart 1939). 
År 1936 påbörjades bygget av Ludvika stadshus och färdigställdes år 1937. Huset är uppfört i tegel som putsats och avfärgats i tegelrött kulör. Taket är täckt med kopparplåt och krönt av ett litet klocktorn. Tornet försågs med ett mekaniskt urverk från firman Linderoths ur i Stockholm, som drev visarna på de fyra urtavlorna samt klockan som hänger överst. Visarna och urtavlorna hade tillverkats av urmakaren Stefan Anderson från Ludvika. Hösten 2004 ersattes verket med ett digitalur och varje urtavla har nu eget elektriskt drivverk. 
Granskar man tegelrelieferna på entréns pelare, som är skulpterade av Aron Sandberg, syns symboler för metaller och järnstämplar från Ludvika bruk, samt bland annat en Vasaloppsåkare (där finns konstnärens signatur), en hammarsmed i arbete, en bergsman, en kolmila, ett vattenhjul och en kraftledning. Det finns även en hund avbildat som kallas "Stella" och som var med varje dag under bygget av stadshuset. "Stella" är det latinska ordet för "stjärna", därför placerade skulptören en liten stjärna ovanför hunden.
År 1993 ändrades och ombyggdes interiören. Huset är exteriört välbevarat. Idag håller kommunstyrelsen sina möten i sessionssalen. De andra rummen disponeras av kommunchef, kommunalråd och tjänstemän.

## Byggnadsdetaljer

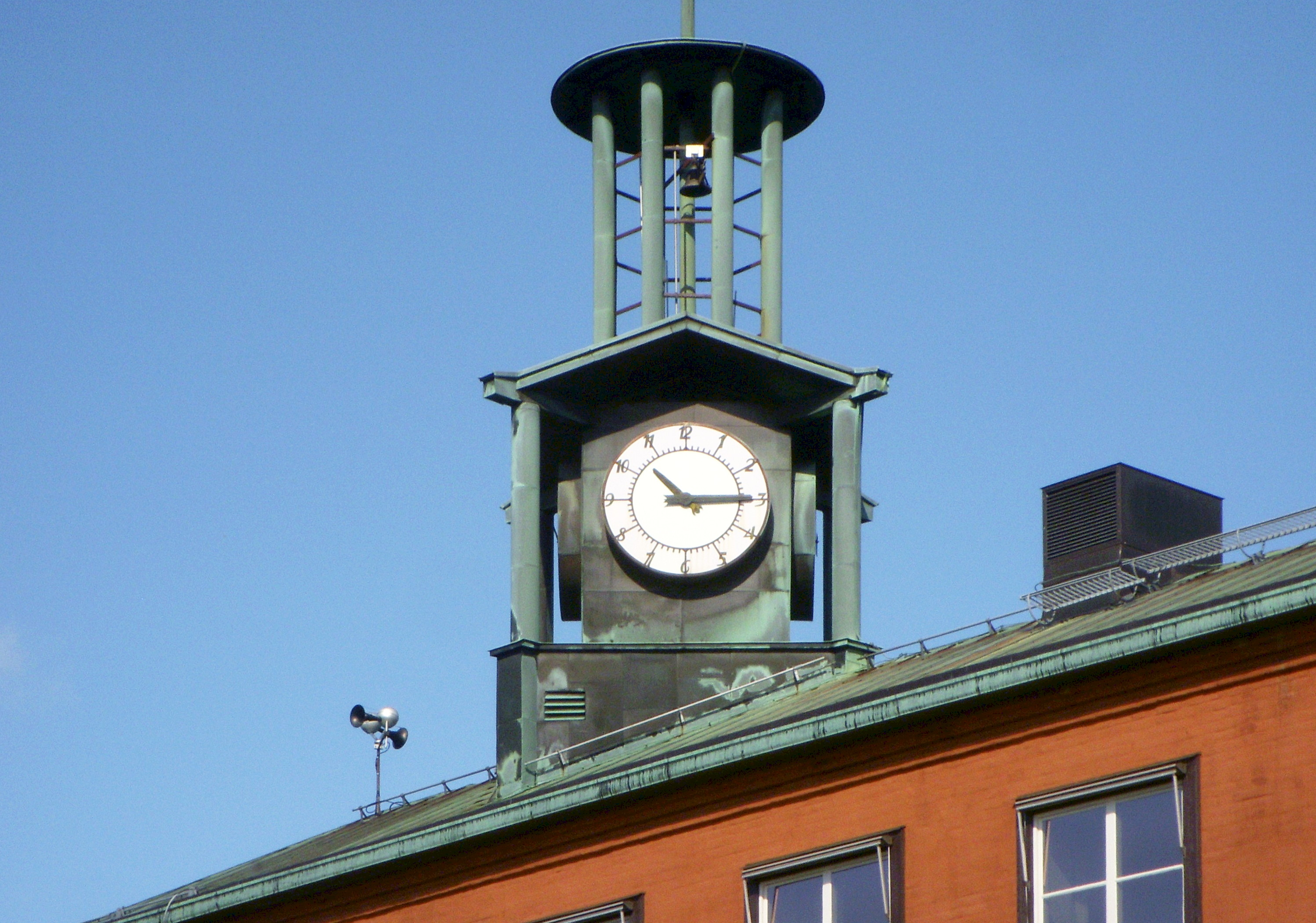
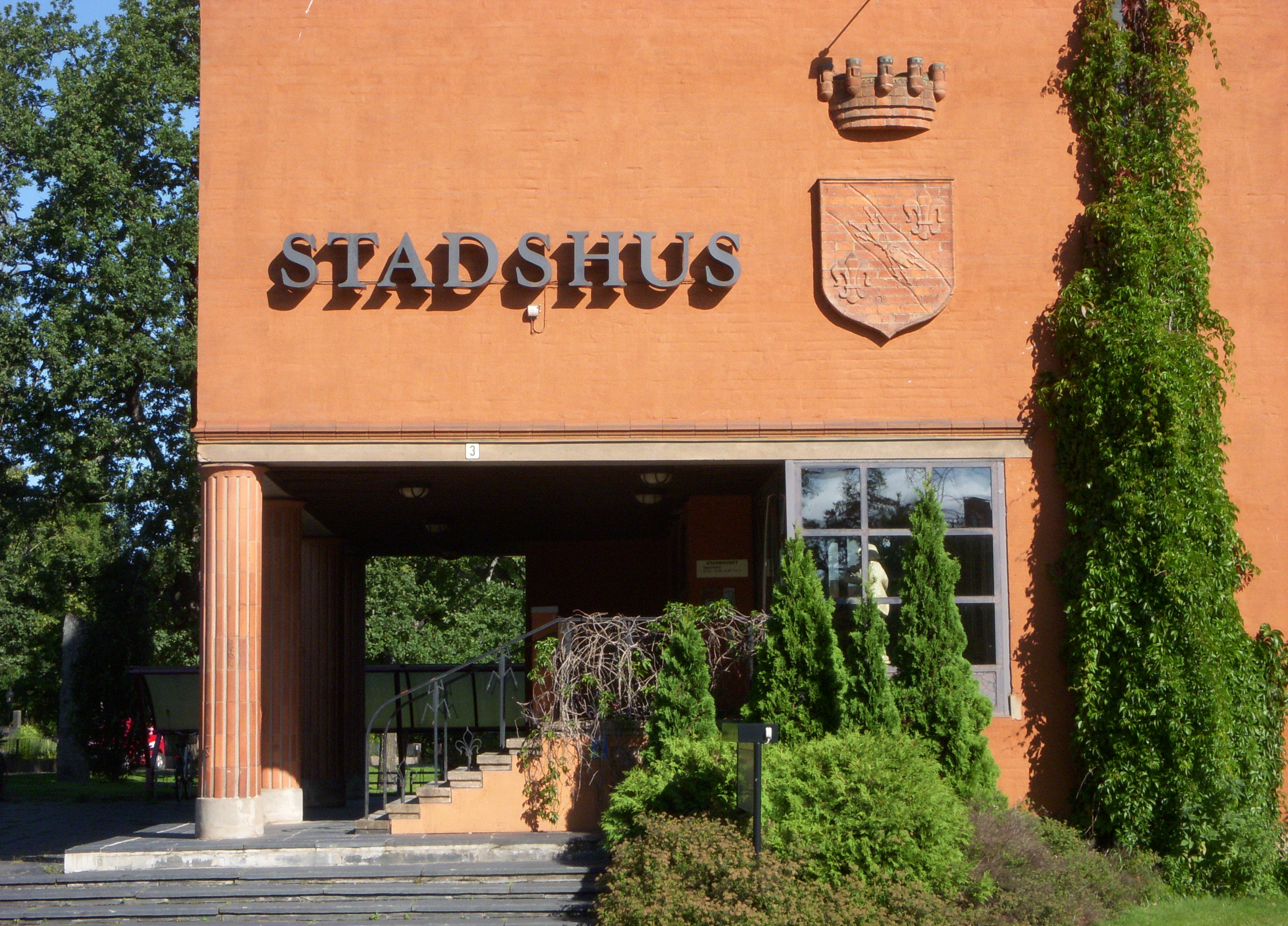
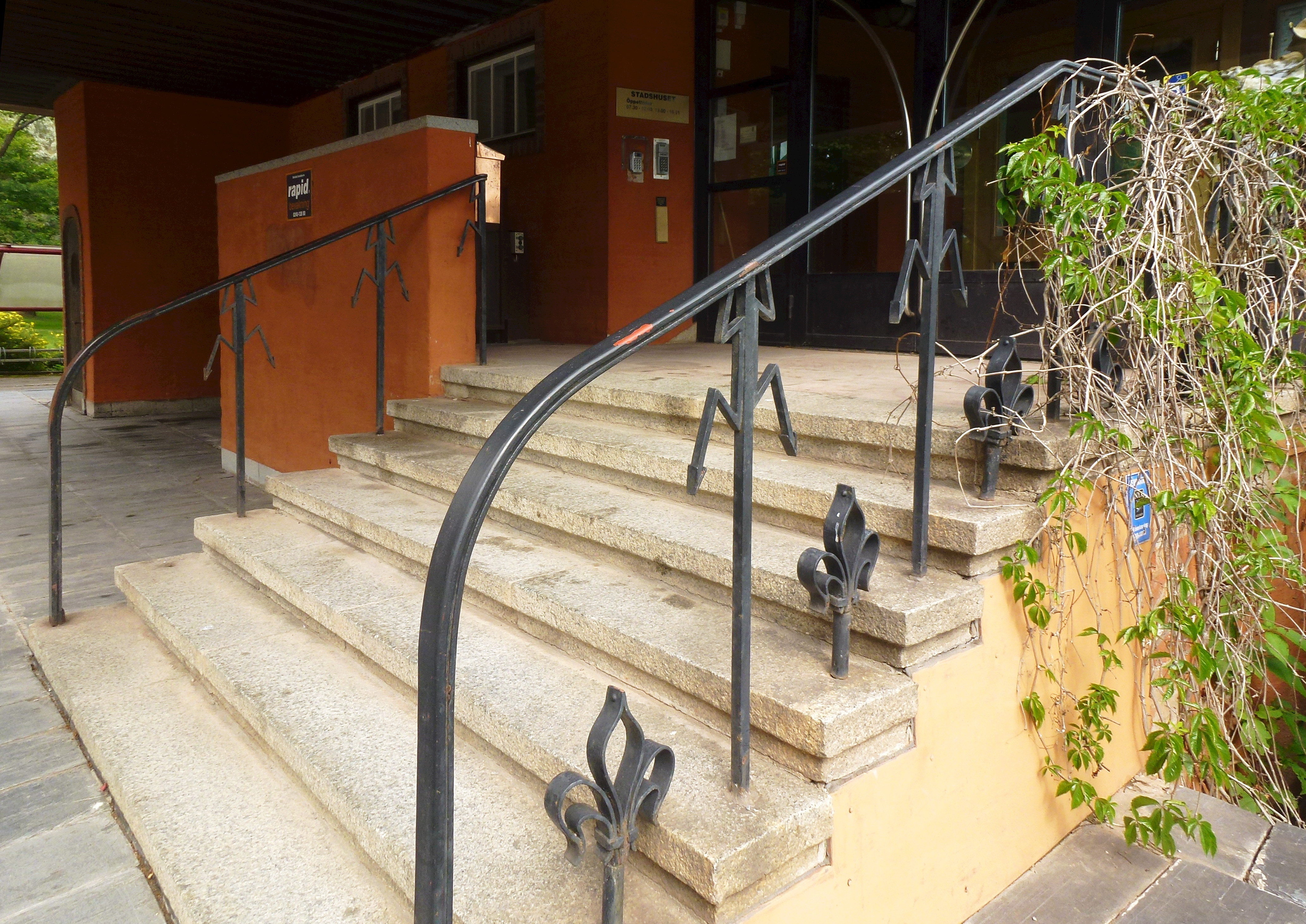
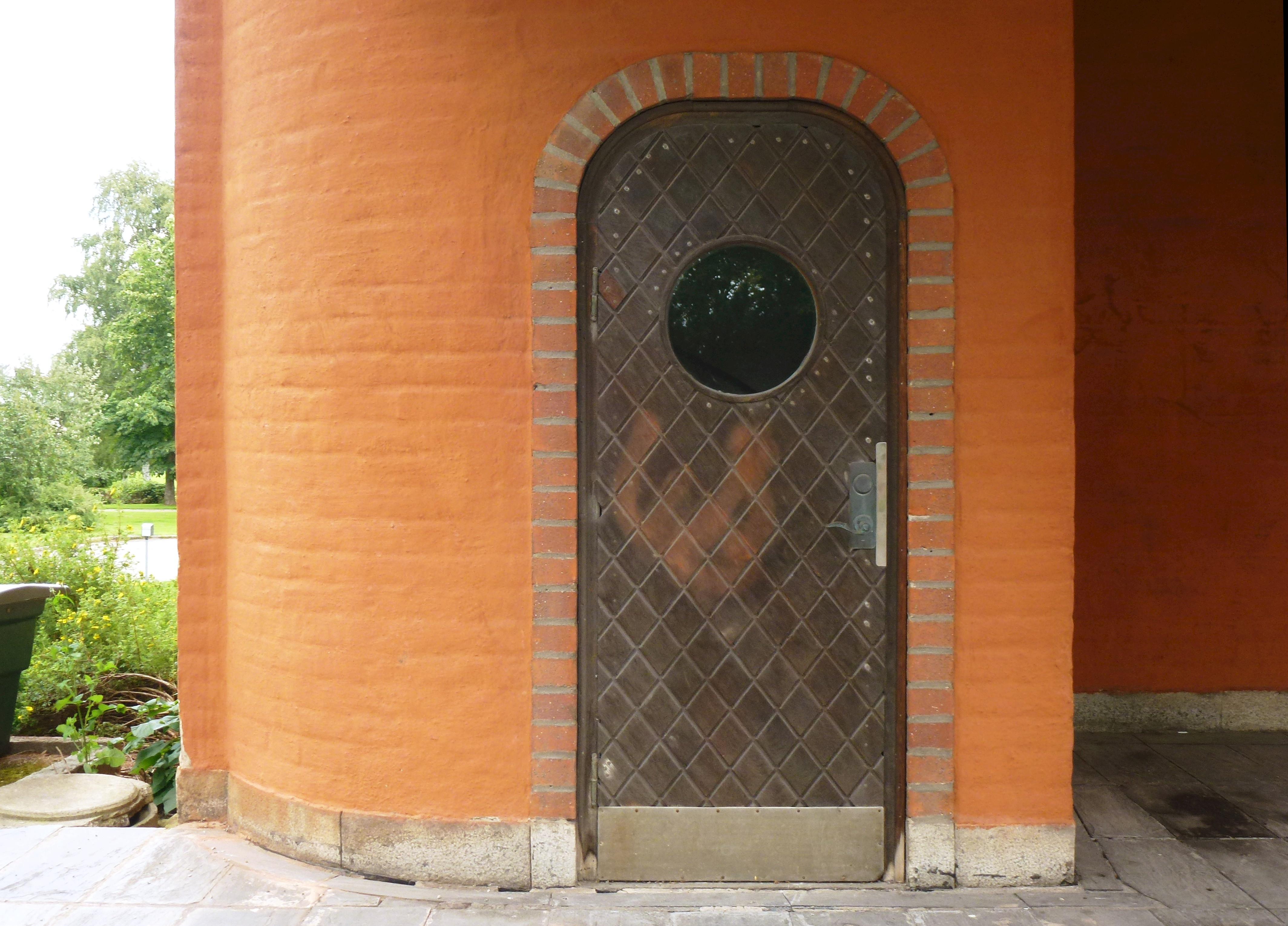

## Tegelskulpturer

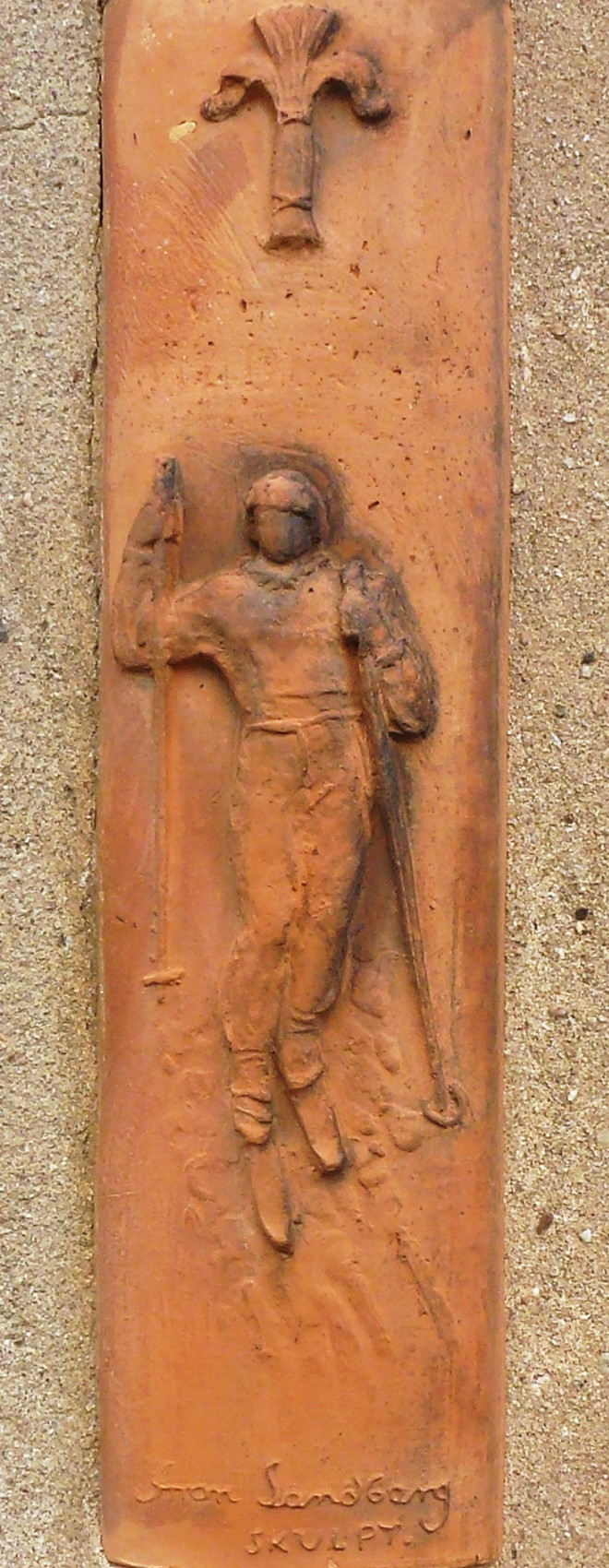
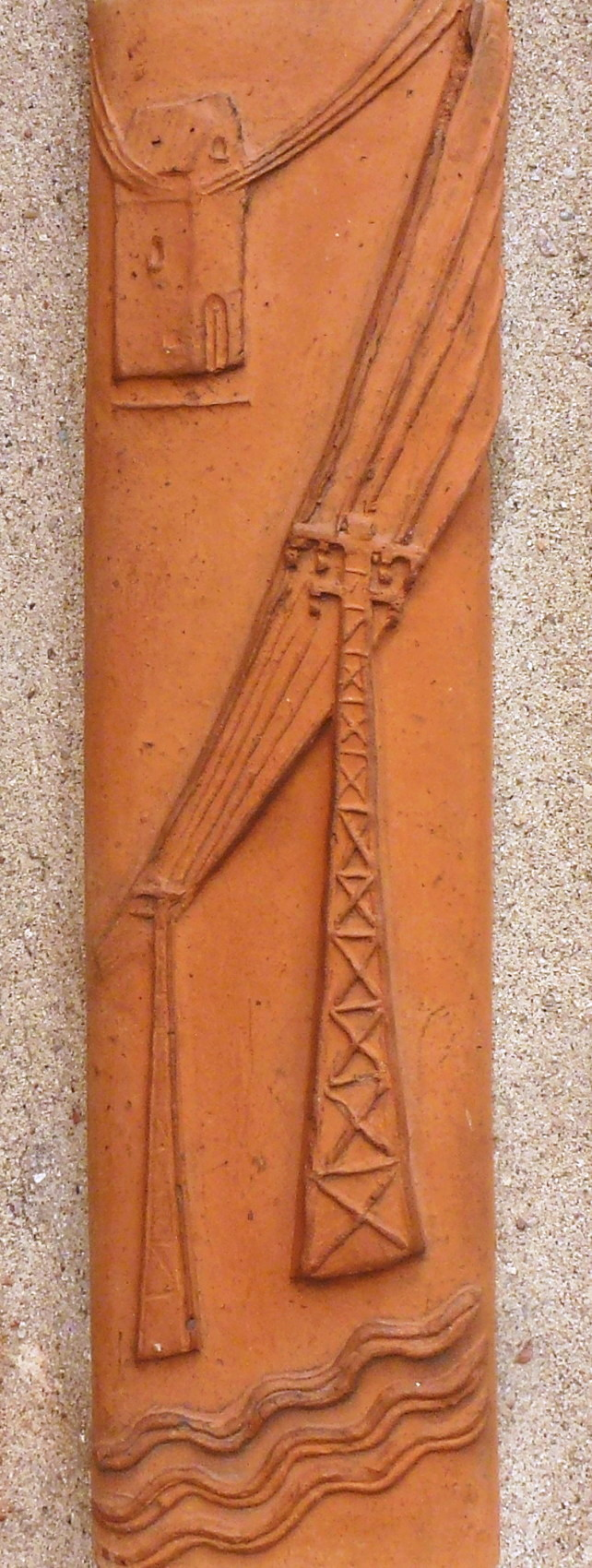
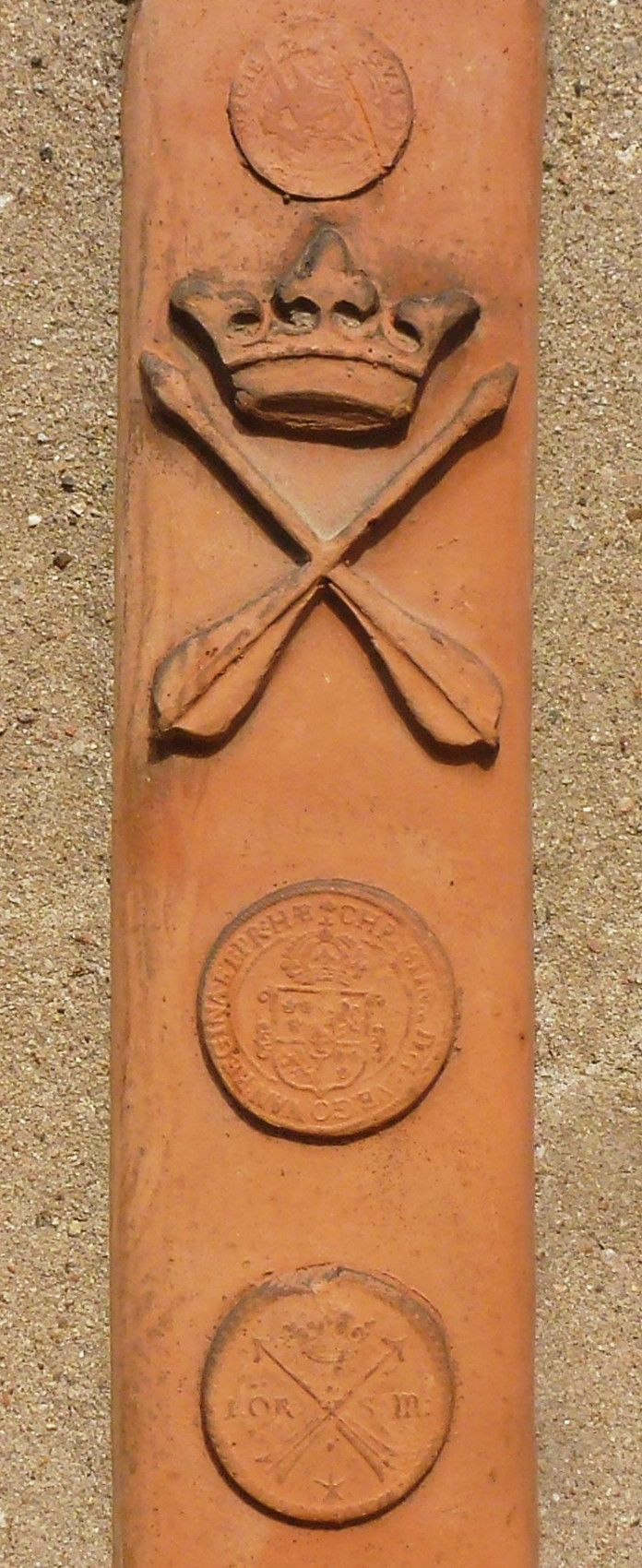
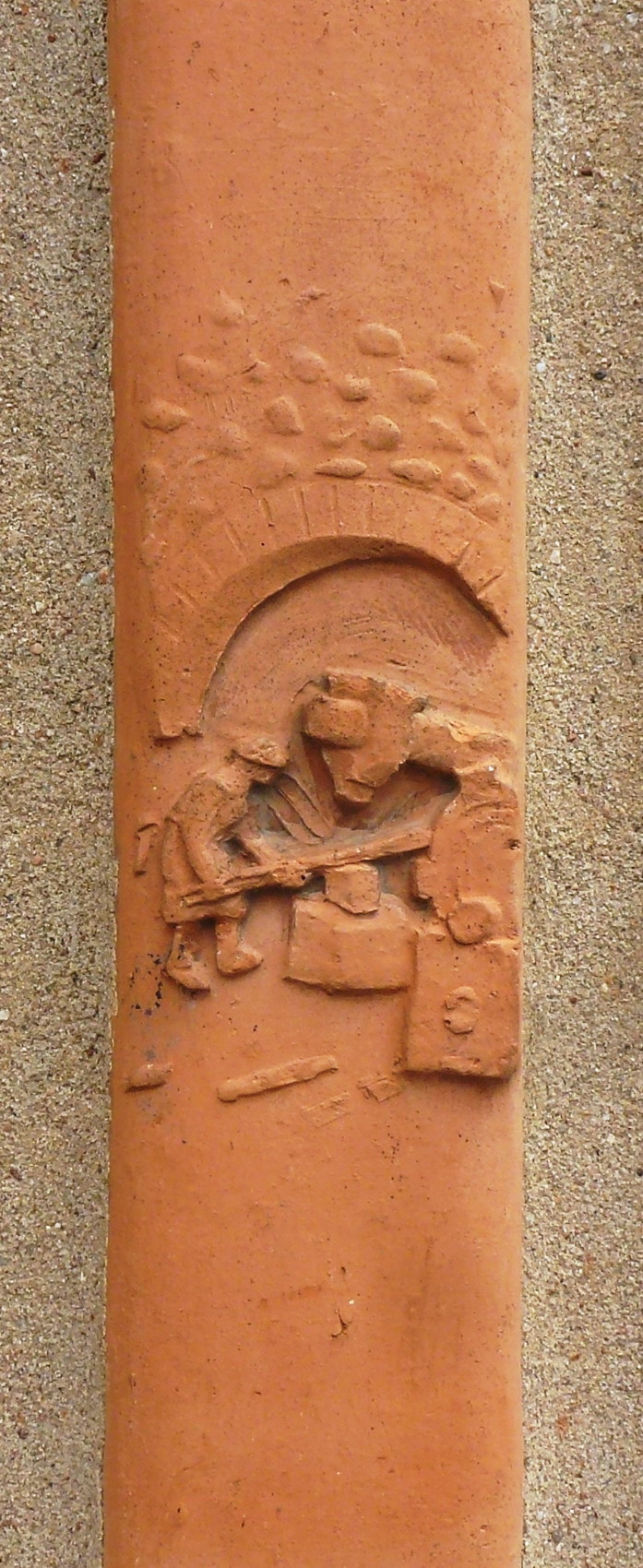
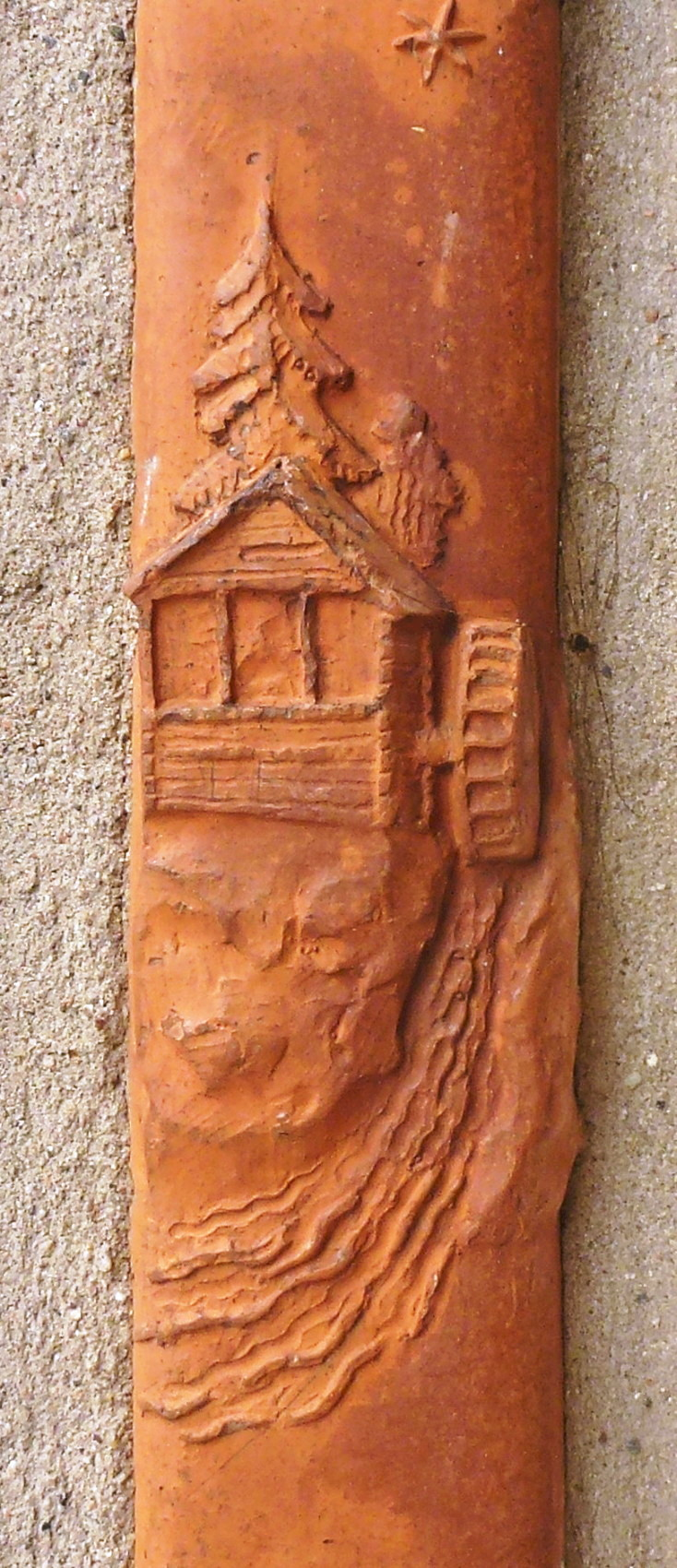
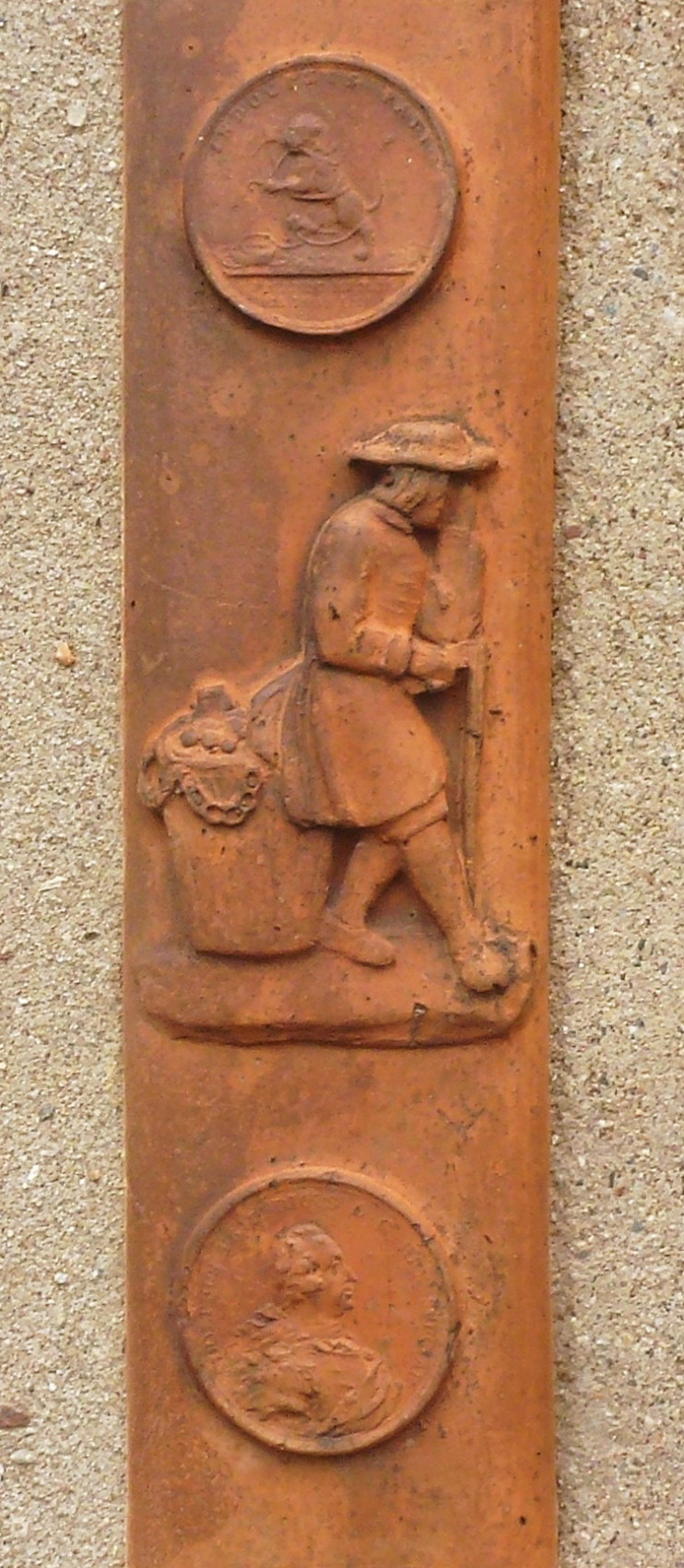
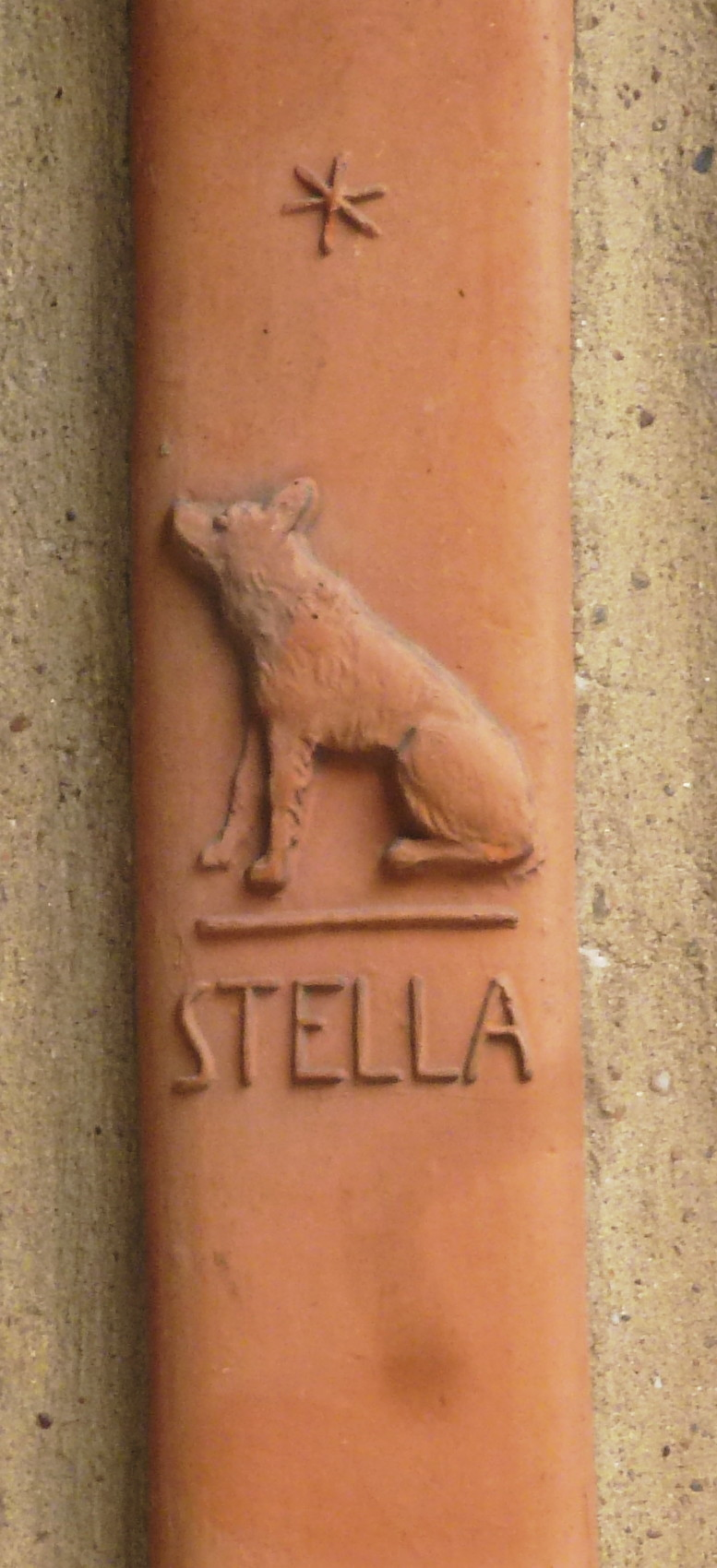